# Hamish Kerr
Hamish Kerr (Dunedin, 17 de agosto de 1996) é um atleta neozelandês, campeão olímpico e mundial do salto em altura.
Ele venceu os Jogos da Comunidade Britânica em Birmingham 2022 com um salto de 2,25 m e no mesmo ano foi medalha de bronze no Campeonato Mundial de Atletismo em Pista Coberta em Belgrado, Sérvia. No ano seguinte, numa competição na Eslováquia, quebrou o recorde da Oceania, que vigorava desde 1996, saltando 2,34 m.
Em fevereiro de 2024 ele se tornou campeão mundial em pista coberta, com um salto de 2,36 m em Glasgow, Escócia. Em Paris 2024, Kerr e o norte-americano Shelby McEwen, que hava sido o medalha de prata em Glasgow, terminaram empatados depois de saltarem 2,36 m; diferente do que fizeram Gianmarco Tamberi e Mutaz Essa Barshim em Tóquio 2020, que dividiram a medalha de ouro, os dois atletas concordaram com um desempate. Kerr conseguiu saltar a altura imediatamente inferior como manda a regra, 2,34 m, e ficou com a medalha de ouro.